# Peter den stores testamente
Peter den stores testamente ett förfalskat dokument som 1797 överlämnade till direktorialregeringen i Paris av en polsk immigrant för att väcka intresse hos Frankrike att engagera sig för Polens sak.
Det innehåller en enligt dess egen uppgift av Peter den store egenhändigt uppsatt, storslagen plan för Rysslands framträngande till världsherradöme. Det skulle möjliggöras genom dels den politik, som Ryssland fört under 1700-talet, och dels den, som man i agitationssyfte ville söka göra troligt, att landet skulle komma att föra. Bland annat rekommenderades ett sorgfälligt utnyttjande av västerlandets alla andliga och materiella framsteg och ett underblåsande i eget intresse av de europeiska staternas inre splittring (Turkiet, Polen, Tyskland) och inbördes oenighet (Sverige mot Danmark, Frankrike mot Österrike). Dokumentet publicerades första gången 1812, då inför Napoleons ryska fälttåg en passus om Rysslands hot mot Indien tillades. Redan från början väckte dokumentets såväl form som innehåll tvivel om dess äkthet, och Harry Bresslau bevisade 1879 att det rörde sig om ett falsarium.